# Rudolf Joerges

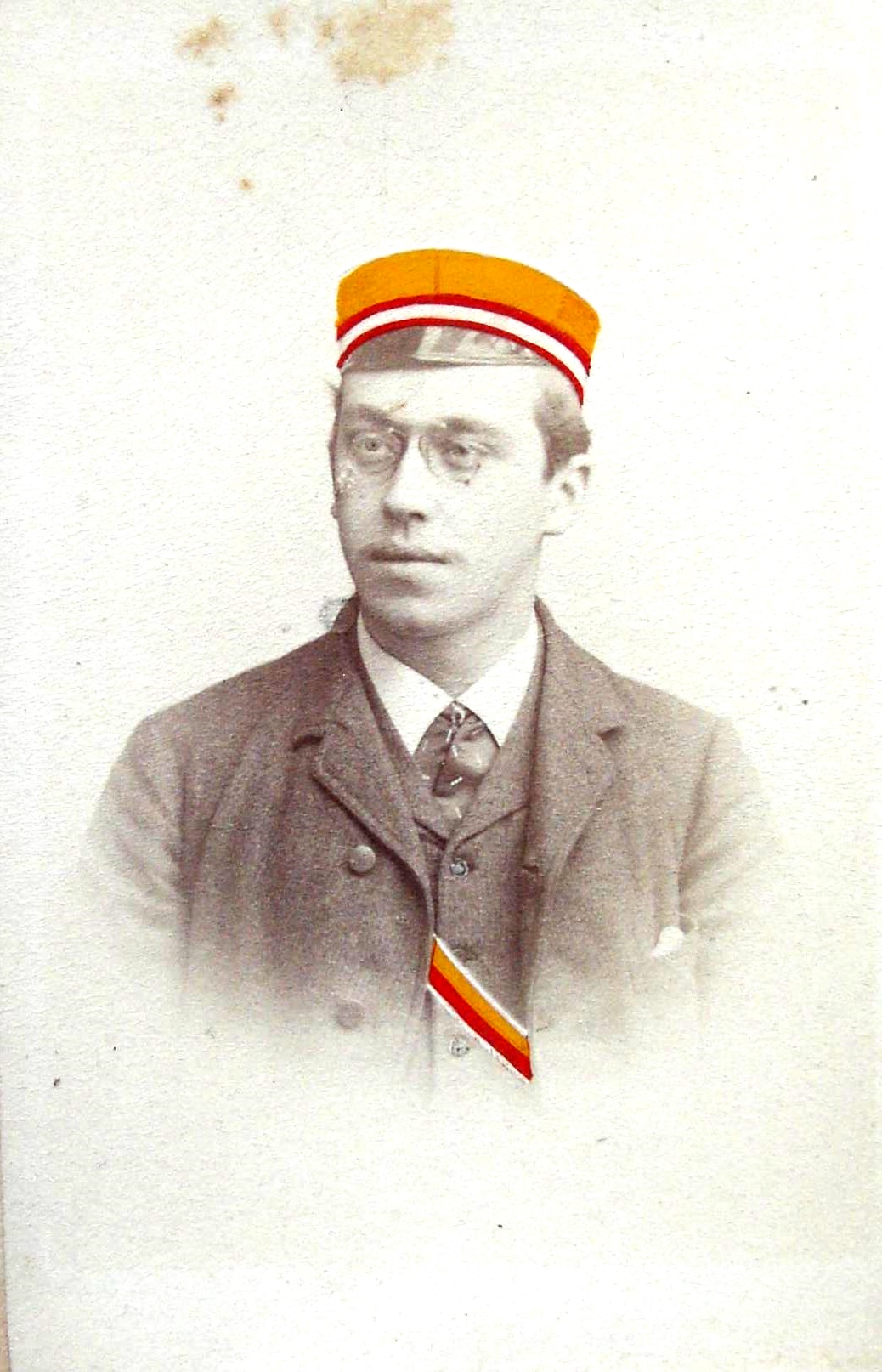
Rudolf Joerges

Rudolf Joerges (* 19. Juni 1868 in Ronsdorf; † 4. Dezember 1957 in Halle an der Saale) war ein deutscher Rechtswissenschaftler.

## Leben
Rudolf Joerges war Sohn von Wilhelm Joerges († 1894), Schulrektor in Ronsdorf. Er besuchte bis 1879 das Realgymnasium zu Oberhausen und die Gymnasien in Duisburg (bis 1880), Barmen (bis 1883) und Ronsdorf (bis 1884). Das Abitur bestand er 1887 am Wilhelm-Dörpfeld-Gymnasium. Anschließend studierte er an der  Rheinischen Friedrich-Wilhelms-Universität Bonn Philologie, Philosophie und Germanistik zu studieren. Später wechselte er an die Kaiser-Wilhelms-Universität Straßburg und die Philipps-Universität Marburg. Dort wurde er im Corps Palaio-Alsatia (1888) und im  Corps Guestphalia Marburg (1889) aktiv. 1896 gründete er eine Privatschule. „Zur Vervollkommnung in der französischen und englischen Sprache“ machte er 1898 eine Bildungsreise nach London und Paris. Die Bonner Universität promovierte ihn 1901 zum Dr. phil.
Die Leitung einer Höheren Privatschule in Düsseldorf gab er Ostern 1906 ab, um Rechtswissenschaft in Bonn studieren zu können. Er wechselte an die Friedrichs-Universität Halle. Er bestand 1909 am Oberlandesgericht Naumburg das Referendarexamen und trat in den dreijährigen Vorbereitungsdienst. Die Friedrichs-Universität promovierte ihn 1910 zum Dr. iur. 1912  habilitierte er sich. 1913 gab er den Justizdienst auf, um als Privatdozent an der Friedrichs-Universität zu wirken. Außerdem fungierte er von 1915 bis 1918 als Leiter der städtischen Reichsauskunftsstelle sowie als Vorsitzender des Gewerbe- und Kaufmannsgerichtes. 1918 zum Professor ernannt, wurde er im folgenden Jahr nichtbeamteter a.o. Professor mit Lehrauftrag für Rechtsmethodologie.
In der Weimarer Republik fungierte er seit 1928 als Professor für Rechtsphilosophie, Rechtsmethodologie, Römisches, Bürgerliches und Arbeitsrecht. Auch hatte er ein Institut für Arbeitsrecht gegründet, dessen Direktor er seit 1929 war. Von 1918 bis zu seiner Beurlaubung war er auch Vorsitzender des Schlichtungsausschusses des Staates und von 1922 bis 1933 Vorsitzender des Schiedsgerichts des Reichs.

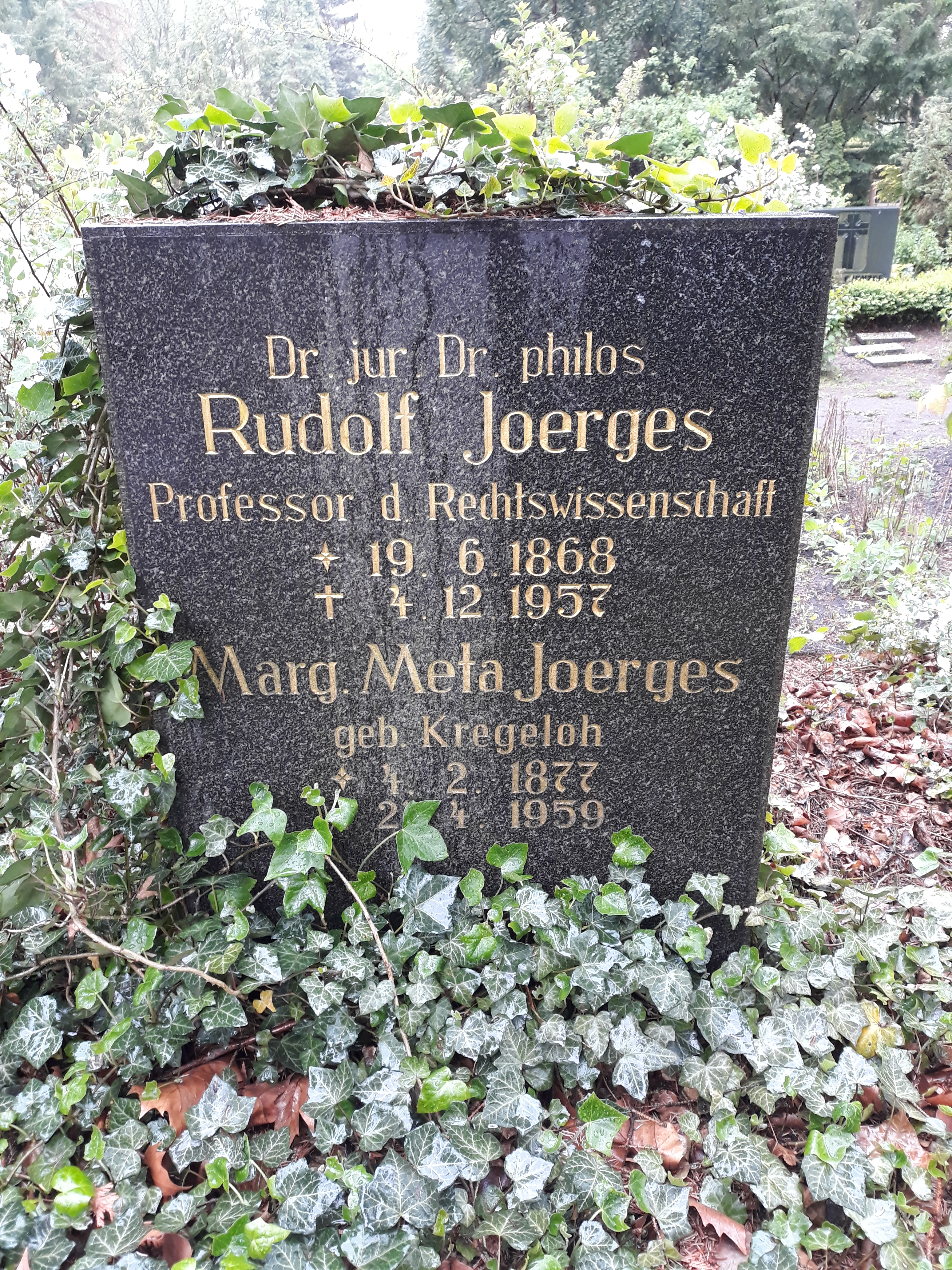
Grab Rudolf Joerges, Gertraudenfriedhof, Halle (Saale).

In der Zeit des Nationalsozialismus wurde Joerges nach dem Gesetz zur Wiederherstellung des Berufsbeamtentums am 19. Mai 1933 beurlaubt und im September 1933 nach § 6 in den  einstweiligen Ruhestand geschickt. Erst im September 1945 konnte er an die Universität Halle zurückkehren und sein Institut wieder aufbauen. Im Alter von 80 Jahren wurde er 1948 Dekan der Juristischen Fakultät. 1950 wurde er emeritiert.
Er war 1952 Zweitgutachter der Dissertation von Rolf Lieberwirth: Die gesetzlichen Pfandrechte zur Zeit der Aufklärung unter besonderer Berücksichtigung der Halle-Wittenberger Juristen Augustin Leyser und Samuel Stryk.

## Ehrungen
- Verdienstkreuz für Kriegshilfe (Preußen)
- Ehrensenator der Martin-Luther-Universität Halle-Wittenberg.